# Botsmarksblocket
Botsmarksblocket nazývaný také Botsmarks flyttblock je největší doposud nalezený bludný balvan ve Švédsku. Nachází se na pravém břehu řeky Sävarån, přibližně severovýchodním směrem od města Botsmark v obvodu města Umeå v okrese a kraji Västerbotten.

## Další informace
Botsmarksblocket má hmotnost cca 35000 t a má největší rozměry: výška 15 m, šířka 30 m a délka 30 m. Balvan byl dopraven na současné místo působením zemětřesení a zaniklým ledovcem v době ledové. Balvan je chráněn jako přírodní památka. Je dobře dostupný z blízké silnice. Podle některých referencí je možná mylně považován za největší bludný balvan na Zemi, alespoň podle délkových rozměrů.